# Томислав Івич
Томислав Івич (сербохорв. Tomislav Ivić, нар. 30 червня 1933, Спліт — пом. 24 червня 2011, Спліт) — югославський футболіст, що грав на позиції півзахисника. По завершенні ігрової кар'єри — футбольний тренер.
У квітні 2007 року Івич був визнаний найуспішнішим тренером в історії світового футболу за версією італійської газети La Gazzetta dello Sport. Протягом тренерської кар'єри Томислав очолював команди в 14 різних країнах, а також працював з чотирма національними збірними, вигравши за цей час титули в семи країнах (Югославія, Нідерланди, Бельгія, Греція, Португалія, Іспанія і Франція), зокрема вісім чемпіонатів (3 — в Югославії, і по одному в Нідерландах, Бельгії, Греції, Португалії та Франції), 6 національних кубків (4 в Югославії і по одному в Іспанії і Португалії), а також Суперкубок УЄФА і Міжконтинентальний кубок.

## Ігрова кар'єра
У дорослому футболі дебютував 1953 року виступами за команду «Спліт» з рідного міста, в якій провів чотири сезони, взявши участь у 125 матчах чемпіонату. Більшість часу, проведеного у складі «Спліта», був основним гравцем команди.
1957 року перейшов до клубу «Хайдук» (Спліт), за який відіграв 6 сезонів. Завершив професійну кар'єру футболіста виступами за команду «Хайдук» (Спліт) у 1963 році.

## Кар'єра тренера
Після закінчення вищої тренерської школи в Белграді, 1967 року Івич повернувся в «Спліт», де працював один сезон, після цього чотири роки тренував юнацький склад «Хайдука».
1972 року Томислав став головним тренером «Шибеника», а в 1973 році повернувся в «Хайдук» на місце головного тренера, де виграв два чемпіонати — в 1974 і 1975 роках і чотири Кубки — 1972, 1973, 1974 і 1976 років. Паралельно у 1973—1974 роках разом з Миляном Миляничем, Миланом Рибаром, Сулейманом Ребацом та Милованом Чиричем сформував тренерський штаб збірної СФРЮ, який вивів команду на чемпіонат світу 1974 року.
З 1976 до 1978 року очолював амстердамський «Аякс», з яким виграв чемпіонат Нідерландів, після чого повернувся в «Хайдук», де знову виграє чемпіонат у 1979 році.
З 1980 по 1983 рік Івич тренував бельгійський «Андерлехт», з яким у першому ж сезоні виграв чемпіонат.

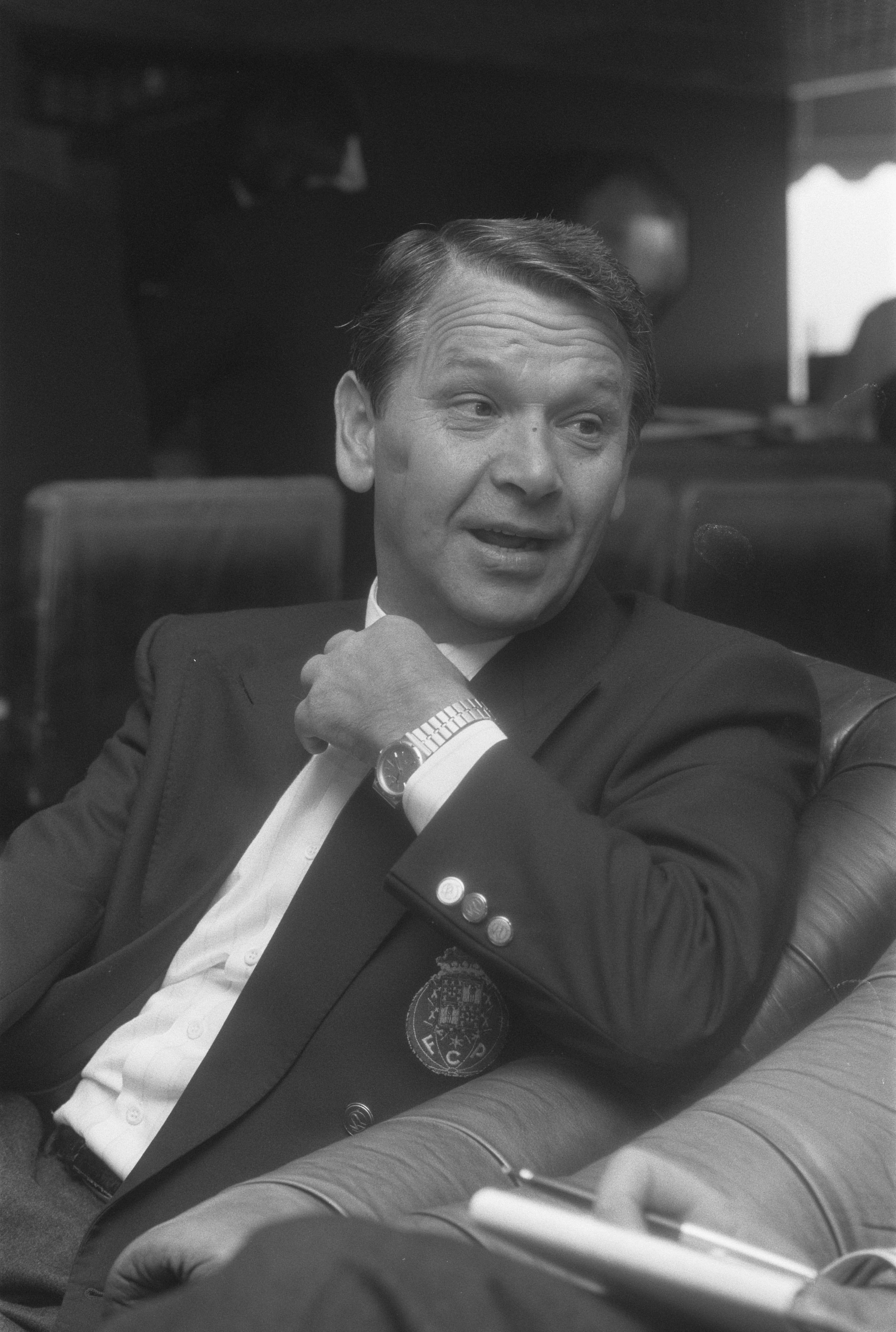
Томислав Івич у 1987 році під час роботи з «Порту».

З 1983 по 1987 рік очолював турецький «Галатасарай», «Динамо» (Загреб), італійське «Авелліно» і сім турів тренував грецький «Панатінаїкос», після чого ненадовго ненадовго повернувся в «Хайдук».
У 1987 році Івич став головним тренером португальського «Порту», з яким в одному сезоні завойовує чотири трофеї — стає чемпіоном Португалії, а також володарем Кубка Португалії, Суперкубка УЄФА і Міжконтинентального кубка.
З 1988 року два сезони очолював французький «Парі Сен-Жермен», по завершенні яких перейшов до іспанського «Атлетіко» і в 1991 році з мадридським клубом завоював Кубок Іспанії, після чого повернувся до Франції і в сезоні 1991/92 очолював «Марсель», з яким виграв французький чемпіонат.
У сезоні 1992/93 Івич тренував лісабонську «Бенфіку», а в сезоні 1993/94 повернувся в «Порту».
З 1994 року працював спортивним директором збірної Хорватії, після відсторонення УЄФА тренера збірної Мирослава Блажевича Івич в одному матчі навіть виконував обов'язки головного тренера збірної, в якому хорвати 18 листопада 1994 року обіграли в гостях збірну Італії (2:1). В підсумку згодом ця перемога дозволила хорватам випередити італійців і зайняти перше місце у групі та кваліфікуватись на Євро-1996. У той же час, коли він був директором команди, Івич був прийнятий на роботу як консультант у «Монако», а другу половину сезону працював тренером у турецькому «Фенербахче».
Після Євро Івич ненадовго очолює «Аль-Васл» з Об'єднаних Арабських Еміратів, а також працює і з самою збірною ОАЕ, з якою стає фіналістом домашнього Кубка Азії 1996 року, де еміратці не зазнали жодної поразки і лише у фіналі поступились в серії пенальті збірній Саудівської Аравії.
1997 року тренер ненадовго повернувся в «Хайдук», де обійняв посаду віце-президента клубу, а також протягом чотирьох турів працював головним тренером команди.
У січні 1998 року хорватський фахівець очолив збірну Ірану, але вже в травні покинув клуб і став працювати у бельгійському «Стандарді» (Льєж), який з перервами очолював до 2000 року, а 2001 року знову недовго був головним тренером «Марселя».
Останнім місцем тренерської роботи Івича був аравійський клуб «Аль-Іттіхад», головним тренером команди якого Томислав Івич був до 2004 року.
По завершенні тренерської кар'єри оселився в своєму рідному місті Спліт. В останні роки мав проблеми з серцем і діабет.
Помер 24 червня 2011 року у місті Спліт, лише за тиждень до свого 78-го дня народження.

## Титули і досягнення

### Як тренера
- Чемпіон Югославії (3):

«Хайдук» (Спліт): 1973–74, 1974–75, 1978–79
- Володар Кубка Югославії (3):

«Хайдук» (Спліт): 1973–74, 1975—76, 1986—87
- Чемпіон Нідерландів (1):

«Аякс»: 1976–77
- Чемпіон Бельгії (1):

«Андерлехт»: 1980–81
- Чемпіон Португалії (1):

«Порту»: 1987–88
- Володар Кубка Португалії (2):

«Порту»: 1987–88, 1993—94
- Володар Суперкубка Португалії з футболу (1):

«Порту»: 1993
- Володар Кубка Іспанії (1):

«Атлетіко Мадрид»: 1990—91
- Володар Суперкубка Європи (1):

«Порту»: 1987
- Володар Міжконтинентального кубка (1):

«Порту»: 1987
- Срібний призер Кубка Азії: 1996

### Особисті
- Найкращий тренер в історії футболу — 36 місце (World Soccer)[9][10]
- Найкращий тренер в історії футболу — 42 місце (France Football)[11]